# Ru de Chaumont
Pour les articles homonymes, voir Chaumont.
Le Ru de Chaumont  est un cours d'eau français qui coule dans le département de Seine-et-Marne, en région Île-de-France. C'est un affluent de la Seine.

## Géographie
De 14,74 kilomètres de longueur, le Ru de Chaumont nait dans la commune de Le Châtelet-en-Brieet, se jette dans la Seine à La Rochette - 
Il s'écoule globalement de l’est vers l'ouest.

### Communes traversées
Le Ru de Chaumont traverse six communes, soit d'amont vers l'aval : Le Châtelet-en-Brie, La Chapelle-Gauthier, Sivry-Courtry, Vaux-le-Pénil, Livry-sur-Seine et La Rochette, toutes situées dans le département de Seine-et-Marne.

### Bassin versant
Son bassin versant correspond à une zone hydrographique traversée « La Seine du confluent du ru du Châtelet (exclu) au confluent de l'Almont (exclu) (F443) ». Il est constitué à 30,84 % de « forêts et milieux semi-naturels », 15,35 % de « territoires agricoles », 3,25 % de « territoires artificialisés », 0,60 % de « surfaces en eau » et 0,03 % de « zone humide ».

## Affluents
Le Ru de Chaumont a 1 affluent référencé : 
- la vidange des preneux, 1,92 km.

Donc, son rang de Strahler est de deux.